# 喬世寧
喬世寧（1503年—1562年），字景叔，别號三石先生，陝西西安府耀州人，軍籍，明朝政治人物。

## 生平
嘉靖四年（1525年）乙酉科陝西鄉試第一名舉人。嘉靖十七年（1538年）中式戊戌科進士。初授南京户部主事，擢至南京刑部郎中，遷四川僉事、湖廣提學副使、河南左參政，擢四川按察使，以憂歸。在官十五年，歸鄉十年。

## 著作
工詩，著有《丘隅集》。

## 家族
曾祖喬剛；祖父喬志玉；父喬仲節，母李氏；前母姚氏；繼母白氏。元配宋氏，封安人。继鱼氏。子二：长子乔因羽，隆庆元年 (1567年) 举人，万历八年 (1580年) 进士, 历任山西洪洞县知县、兵部主事、直隶广平知府。次子乔因阜，字思绵。嘉靖二十二年 (1543年) 举人，隆庆二年 (1568年) 进士，官至南京通政使、浙江督学道。皆宋氏出。女二，鱼氏出。孙三。